# Fyrunga kyrka
Fyrunga kyrka är en kyrkobyggnad som sedan 2018 tillhör Varabygdens församling (2002—2018 Larvs församling och tidigare Fyrunga församling) i Skara stift. Den står på en kulle på Varaslätten i kyrkbyn Fyrunga i Vara kommun.

## Kyrkobyggnaden
Kyrkan ersatte 1874 en medeltida stenkyrka från 1100- eller 1200-talet troligen på samma plats och byggdes av byggmästaren Anders Pettersson i Värsås efter ritningar av arkitekt Ludvig Hedin. Det är en centralkyrka, vars plan är ett likformigt kors. Från dess mitt reser sig ett torn med en lanternin. Gavlarna har för nygotiken typiska spetsbågsfönster. Byggnaden är vitputsad med skiffertäckt tak och spiran kopparklädd. Innertaket har kryssvalv av trä. 
Vid en omfattande restaurering 1952 under ledning av Adolf Niklasson förlorade byggnadens inre något av sin centralkyrkokaraktär då inbyggnader anlades under läktarna. Vidare tillkom en ny dörr mot öster, som enda större yttre förändring.

## Inventarier
- Dopfunten är från 1200-talet.

### Klockstapel och klockor
Kyrkklockorna flyttades 1946 till en nybyggd klockstapel, ritad av arkitekt Ärland Noreen. Efter en renovering av tornet 1952 flyttades klockorna tillbaks dit. Klockstapeln flyttades till Årsta kyrka i Stockholms kommun.
- Lillklockan är av en primitiv, tidig medeltida typ som saknar inskrifter.[1]
- Storklockan inköptes från Bitterna socken.[2]

### Orgel
Orgel, som är placerad på läktaren i öster, byggdes 1912 av Eskil Lundén, Göteborg och är nästan orörd sedan dess — endast en stämma har bytts ut. Fasaden är stum och orgeln har tretton stämmor fördelade på två manualer och pedal. Orgeln har fasta kombinationer och är pneumatisk.
| Manual I     | Manual II           | Pedal         | Koppel |
| Borduna 16´  | Violin Principal 8´ | Subbas 16´    | I/P    |
| Principal 8´ | Rörflöjt 8'         | Violoncell 8' | II/I   |
| Gedackt 8´   | Salicional 8'       |               |        |
| Gamba 8'     | Voix Celeste 8'     |               |        |
| Oktava 4'    | Violin 4'           |               |        |
| Oktava 2'    |                     |               |        |